# Бразида
Бразида (? - 422. године п. н. е) је био спартански војсковођа из прве фазе Пелопонеског рата познатог под називом Архидамов рат (431 - 421. п. н. е).

## Биографија
Бразида је 429. године п. н. е. вршио функцију архонта епонима. У рату се по први пут истакао у бици код Пилоса у којој су Спартанци ипак доживели пораз. Изгубивши Пил и Сфактерију Спартанци се нађоше у очајном стању. Њихов једини циљ сада је био склапање мира и размена заробљеника. Спарту је из неприлике извукао Бразида. Он тежиште борби пребацује на Халкидики где је подстицао побуну чланица Атинског поморског савеза обећавајући им слободу. Године 423. п. н. е. Бразида напада Амфипољ. Еуклид, командант Амфипоља, шаље Атини позив у помоћ. Град је ипак освојен. Амфипољани су прихватили Бразиду као новог владара уништавајући успомене на оснивача града - Хагнона. Том приликом је остракован Тукидид који није успео да на време притекне у помоћ Амфипољанима. Атински стратег Клеон са армијом напада Амфипољ. У крвавој бици која је уследила, победу односи Спарта. Међутим, обојица војсковођа погинула су у бици. Бразида је сахрањен у Амфипољу уз све почасти. Убрзо након битке, између Атине и Спарте је закључен Никијин мир.